# Ohrbach (Bühler)
Der Ohrbach ist ein 1,6 km bis etwa 2,7 km langer Bach im Gemeindegebiet von Adelmannsfelden im Ostalbkreis im nordöstlichen Baden-Württemberg, der etwas südlich des Weilers Stöcken der Gemeinde von rechts und Osten in die obere Bühler mündet.

## Geographie

### Verlauf
Der Ohrbach entsteht, der amtlichen Gewässerkarte zufolge, zwischen den Adelmannsfeldener Hofgruppen Mäder und Wendenhofes an der Südwestspitze des Waldes Dorflach auf etwa 475 m ü. NHN. Luftbilder zeigen dagegen einen sich von hier bergwärts fortsetzenden Graben, der in Luftlinie fast einen Kilometer weiter östlich wenig innerhalb der Grenze des Waldes Mähder zur Flur zwischen dem Weiler Ottenhof und Mäder beginnt. Dieser läuft westwärts, erst leicht nach rechts ausholend durch den Mähder, quert dann einen Wiesenzipfel in den Wald und folgt anschließend dem Südrand der Dorflach, bis er nach etwa 1,1 km Fließstrecke den offiziellen Ursprung erreicht.
Von hier an läuft er weiterhin westwärts durch eine inzwischen merklich eingetiefte Wiesenmulde südlich des Wendenhofs, in ziemlich richtungsbeständigem Grabenlauf und teilweise neben einer Gehölzgalerie; die geschlängelten Grenzen anliegender Grundstücke lassen Begradigung eines alten Mäanderlaufs vermuten. Schon nach weniger als 800 Metern tritt er wieder an den Rand eines Waldes und wendet sich diesem entlang auf Nordostlauf. Danach durchquert er auf einer Strecke von nur 200 Metern diesen Wald. An dessen anderem Rand mündet sein einziger bedeutender Nebenfluss Federbach etwa aus dem Nordosten. Dann unterquert er die Talstraße neben dem Fluss und mündet selbst etwa 50 Meter weiter rund 500 Meter südlich des Weilers Stöcken auf 409,7 m ü. NHN von rechts und Osten in die obere Bühler.
Der Ohrenbach verliert auf den etwa 2,7 km vom Beginn seines Oberlaufsgraben bei einem mittleren Sohlgefälle von etwa 24 ‰ rund 65 Meter an Höhe, auf den 1,6 km ab dem offiziellen Ursprung sind es mit wenig geringerem mittleren Sohlgefälle von 22 ‰ noch etwa 35 Höhenmeter.

### Einzugsgebiet
Der Ohrbach entwässert etwa 3,0 km² am Westrand der zum Naturraum Schwäbisch-Fränkische Waldberge gehörenden Ellwanger Bergen zu deren Grenzfluss Bühler hin. Im Einzugsgebiet steht durchweg Mittelkeuper an. Der höchste Punkt darin liegt nahe der Kuppe des Wasserturms etwas nordwestlich von Adelmannsfelden, wo einmalig wenig über 490 m ü. NHN erreicht werden.
Von hier zieht die Wasserscheide zum langen Kocher-Zufluss Blinde Rot im Osten entlang der K 3242 nordwärts in Richtung Bühlerzell-Kammerstatt. Am Waldeintritt der Straße knickt die Grenzlinie nach Westen um, durchquert den Wald Dorflache und folgt dann wieder in der offenen Flur der Straße vom Einzelhof Eichhorn zum Weiler Stöcken auf einem Hügelrücken, hinter dem der Krebsbach in etwa gleicher Richtung zur Bühler läuft. Die Westseite des Einzugsgebietes liegt nahe am Lauf der Bühler. Der südlichen Wasserscheide vom Weiler Bühler bis zurück zum Wasserturm folgt wiederum eine Straße, die K 3324 nach Adelmannsfelden; in der Mulde dahinter fließt der Zimmerbach ebenfalls westlich zur Bühler.
Etwas weniger als die Hälfte des Einzugsgebietes ist bewaldet, überwiegend im oberen Teil in der Dorflache, zum geringeren Teil um den Unterlauf des Ohrenbachs und vor allem seines rechten Zuflusses Federbach, der die Fuchsklinge durchfließt. Die offene Flur umfasst auf den Hügeln eher Felder, in den Mulden fast nur Wiesen. Das zur Gänze zur Gemeinde Adelmannsfelden gehörende Gebiet ist nur gering und mit kleinen Weilern und Höfen besiedelt: die Hofgruppe Wendenhof steht auf dem mittleren Hügelrücken zwischen den Talmulden von Ohrbach und Federbach, der Einzelhof Eichhorn und ein Teil des Weilers Stöcken an der Nordgrenze, die südliche teilt die Hofgruppe Mäder; der ebenfalls liegende Weiler Bühler liegt just jenseits der Grenze.

### Zuflüsse
- Federbach, von rechts und Nordosten auf etwa 410 m ü. NHN[LUBW 1] an der L 1072 Abtsgmünd-Pommertsweiler–Bühlerzell neben der Bühler, 1,4 km[LUBW 4] und ca. 1,1 km².[LUBW 5] Entsteht auf etwa 451 m ü. NHN[LUBW 1] wenig westlich der K 3243 am Beginn der Fuchsklinge.

## Schutzgebiete
Die Mulde des Ohrbachs gehört zum Landschaftsschutzgebiet Oberes Bühlertal und Umgebung. Der Quellteich des linken Federbach-Arms ist flächenhaftes Naturdenkmal. Das gesamte Einzugsgebiet liegt im Naturpark Schwäbisch-Fränkischer Wald.

### LUBW
Amtliche Online-Gewässerkarte mit passendem Ausschnitt und den hier benutzten Layern: Lauf und Einzugsgebiet des Ohrbaches und des Federbaches

Allgemeiner Einstieg ohne Voreinstellungen und Layer: Daten- und Kartendienst der Landesanstalt für Umwelt Baden-Württemberg (LUBW) (Hinweise)
1. 1 2 3 4  Höhe nach dem Höhenlinienbild auf dem Hintergrundlayer Topographische Karte.
2. ↑  Höhe nach blauer Beschriftung auf dem Hintergrundlayer Topographische Karte.
3. ↑  Länge nach dem Layer Gewässernetz (AWGN), ergänzt um ein etwa zwei Drittel so langes, auf der Gewässerkarte nicht berücksichtigtes Anfangsstück, das auf dem Hintergrundlayer Topographische Karte abgemessen wurde.
4. 1 2  Länge nach dem Layer Gewässernetz (AWGN).
5. 1 2  Einzugsgebiet abgemessen auf dem Hintergrundlayer Topographische Karte.
6. ↑  Höhe nach schwarzer Beschriftung auf dem Hintergrundlayer Topographische Karte.
7. ↑  Schutzgebiete nach den einschlägigen Layern, Natur teilweise nach dem Layer Biotop.

### Andere Belege
1. ↑  Hansjörg Dongus: Geographische Landesaufnahme: Die naturräumlichen Einheiten auf Blatt 171 Göppingen. Bundesanstalt für Landeskunde, Bad Godesberg 1961. → Online-Karte (PDF; 4,3 MB)
2. ↑  Geologie nach: Mapserver des Landesamtes für Geologie, Rohstoffe und Bergbau (LGRB) (Hinweise)